# Столови планини (национален парк)
Национален парк „Столови планини“ (на полски: Park Narodowy Gór Stołowych) е един от 23-те национални парка в Полша. Разположен е край границата с Чехия, на територията на Долносилезко войводство. Обхваща източния дял на планинската верига Столови планини, част от Средните Судети. Парковата администрация се намира в град Кудова Здруй.
Създаден е на 16 септември 1993 година, с наредба на Министерския съвет. Първоначално заема площ от 6 280,3 хектара, с буферна зона около него заемаща 10 515 хектара. През 1997 година площта му е увеличена до 6 340,37 хектара.

## Фотогалерия
- Връх „Шчелѝнец Вѐлки“ (919 м), най-високата точна на Столовите планини
- Характерен ландшафт
- Специално защитена зона на местообитания „Никно̀нца Ло̀нка“ (Изчезваща ливада)
- Скалният феномен „Ска̀лне Гжѝби“ (Скални гъби)
- „Скалне Гжиби“
- Скалният феномен „Блѐндне Ска̀ли“ (Грешни скали)